# Jeff Skinner
Jeffrey Scott "Jeff" Skinner, född 16 maj 1992 i Markham, Ontario, är en kanadensisk professionell ishockeyforward som spelar för Buffalo Sabres i NHL.
Han har tidigare spelat för Carolina Hurricanes i NHL och Kitchener Rangers i OHL.

## Spelarkarriär

### NHL

#### Carolina Hurricanes
Efter att ha spelat två säsonger i OHL-laget Kitchener Rangers mellan 2008 och 2010 blev Skinner vald av Carolina Hurricanes i första rundan som 7:e spelare totalt i 2010 års NHL-draft. 
Inför säsongen 2010–11 skrev han på ett treårigt entry level-kontrakt med klubben.
Han debuterade i NHL 7 oktober 2010 då Hurricanes besegrade Minnesota Wild i Helsingfors i Finland.
Under säsongen 2010–11 var Skinner den yngste spelaren i NHL, och han avslutade säsongen med 31 mål och 32 assist för totalt 63 poäng på 82 matcher vilket var bäst av alla rookies i ligan. Han blev även uttagen till NHL All-Star Game och blev med sitt framträdande där den yngste spelaren någonsin i en All Star-match. Han slog därmed det tidigare rekordet satt av Steve Yzerman 1984.
Under debutsäsongen gjorde Skinner totalt 63 poäng på 82 matcher och fick motta Calder Memorial Trophy som årets bästa rookie. Efter att Hurricanes missat Stanley Cup-slutspelet blev han uttagen i den kanadensiska truppen till VM 2011.
Den 8 augusti 2012, med ett år kvar av sitt entry level-kontrakt, skrev han på en sexårig kontraktsförlängning med Hurricanes, till ett värde av 34,35 miljoner dollar.

#### Buffalo Sabres
Den 3 juli 2018 blev han tradad till Buffalo Sabres i utbyte mot Cliff Pu, ett draftval i andra rundan 2019, ett draftval i tredje rundan 2020 samt ett draftval i sjätte rundan 2020.

## Statistik
| 2007–2008  | Toronto Nationals   | GTHL       | 36  | 44  | 24  | 68  | 99  | —  | —  | —  | —  | —  |
|            | Toronto Nationals   |            | 50  | 62  | 35  | 97  | 137 | —  | —  | —  | —  | —  |
| 2008–2009  | Kitchener Rangers   | OHL        | 63  | 27  | 24  | 51  | 72  | —  | —  | —  | —  | —  |
| 2009–2010  | Kitchener Rangers   | OHL        | 64  | 50  | 40  | 90  | 34  | 20 | 20 | 13 | 33 | 14 |
| 2010–2011  | Carolina Hurricanes | NHL        | 82  | 31  | 32  | 63  | 46  | —  | —  | —  | —  | —  |
| 2011–2012  | Carolina Hurricanes | NHL        | 64  | 20  | 24  | 44  | 56  | —  | —  | —  | —  | —  |
| 2012–2013  | Carolina Hurricanes | NHL        | 42  | 13  | 11  | 24  | 26  | —  | —  | —  | —  | —  |
| 2013–2014  | Carolina Hurricanes | NHL        | 71  | 33  | 21  | 54  | 22  | —  | —  | —  | —  | —  |
| 2014–2015  | Carolina Hurricanes | NHL        | 77  | 18  | 13  | 31  | 18  | —  | —  | —  | —  | —  |
| 2015–2016  | Carolina Hurricanes | NHL        | 82  | 28  | 23  | 51  | 38  | —  | —  | —  | —  | —  |
| 2016–2017  | Carolina Hurricanes | NHL        | 79  | 37  | 26  | 63  | 28  | —  | —  | —  | —  | —  |
| 2017–2018  | Carolina Hurricanes | NHL        | 82  | 24  | 25  | 49  | 34  | —  | —  | —  | —  | —  |
| 2018–2019  | Buffalo Sabres      | NHL        | 82  | 40  | 23  | 63  | 36  | —  | —  | —  | —  | —  |
| 2019–2020  | Buffalo Sabres      | NHL        | 59  | 14  | 9   | 23  | 18  | —  | —  | —  | —  | —  |
| 2020–2021  | Buffalo Sabres      | NHL        | 53  | 7   | 7   | 14  | 14  | —  | —  | —  | —  | —  |
| 2021–2022  | Buffalo Sabres      | NHL        | 80  | 33  | 30  | 63  | 42  | —  | —  | —  | —  | —  |
| 2022–2023  | Buffalo Sabres      | NHL        | 79  | 35  | 47  | 82  | 39  | —  | —  | —  | —  | —  |
| NHL totalt | NHL totalt          | NHL totalt | 932 | 333 | 291 | 624 | 417 | —  | —  | —  | —  | —  |
| OHL totalt | OHL totalt          | OHL totalt | 127 | 77  | 64  | 141 | 106 | 20 | 20 | 13 | 33 | 14 |

### Internationellt
| Källa: Uppdaterad: 2023-04-17 | Källa: Uppdaterad: 2023-04-17 | Källa: Uppdaterad: 2023-04-17 |         | Utv = Utvisningsminuter | Utv = Utvisningsminuter | Utv = Utvisningsminuter | Utv = Utvisningsminuter | Utv = Utvisningsminuter |
| År                            | Lag                           | Mästerskap                    | Matcher | Mål                     | Assists                 | Poäng                   | Utv                     |                         |
| ----------------------------- | ----------------------------- | ----------------------------- | ------- | ----------------------- | ----------------------- | ----------------------- | ----------------------- | ----------------------- |
| 2009                          | Kanada                        | Ivan Hlinka                   | 4       | 6                       | 0                       | 6                       | 16                      |                         |
| 2011                          | Kanada                        | VM                            | 7       | 3                       | 3                       | 6                       | 8                       |                         |
| 2012                          | Kanada                        | VM                            | 8       | 3                       | 2                       | 5                       | 4                       |                         |
| 2013                          | Kanada                        | VM                            | 8       | 2                       | 2                       | 4                       | 2                       |                         |
| 2017                          | Kanada                        | VM                            | 10      | 4                       | 5                       | 9                       | 27                      |                         |
| Junior totalt                 | Junior totalt                 | Junior totalt                 | 4       | 6                       | 0                       | 6                       | 16                      |                         |
| Senior totalt                 | Senior totalt                 | Senior totalt                 | 33      | 12                      | 12                      | 24                      | 41                      |                         |